# Pagham
Pagham – wieś w Anglii, w hrabstwie West Sussex, w dystrykcie Arun. Leży 8 km na południe od miasta Chichester i 93 km na południowy zachód od Londynu. W 2001 miejscowość liczyła 5729 mieszkańców.